# Schimpera arabica
Schimpera es un género monotípico de plantas fanerógamas perteneciente a la familia Brassicaceae. Su única especie: Schimpera arabica, es originaria de Arabia.

## Taxonomía
Schimpera arabica fue descrita por Hochst. & Steud. y publicado en Nomencl. Bot. (Steudel), ed. 2. 2: 530. 1841
Sinonimia
- Schimpera arabica var. arabica
- Schimpera arabica subsp. arabica
- Schimpera arabica subsp. persica (Boiss.) Hadač & Chrtek
- Schimpera persica Boiss.[3]